# Karl-Heinz Vogel (Offizier)
Karl-Heinz Vogel (* 3. Juni 1924) ist ein ehemaliger deutscher Offizier des Ministeriums für  Staatssicherheit (MfS) der DDR. Er war langjähriger Erster Stellvertreter des Leiters der Hauptabteilung VI (Passkontrolle und Fahndung).

## Leben
Vogel schloss sich der SED an und trat in das MfS ein. Er kam Anfang 1964 in der neugebildeten Hauptabteilung Passkontrolle und Fahndung als Major zum Einsatz und wurde dort 1969 Stabschef. An der Juristischen Hochschule (JHS) in Potsdam-Eiche schloss er 1968 ein Teilstaatsexamen in Kriminalistik ab. Als Nachfolger von Oberst Heinz Engelbrecht rückte er 1974 zum 1. Stellvertreter des Leiters der HA VI auf und wurde im Februar 1984 anlässlich des 34. Jahrestages der Bildung des Ministeriums für Staatssicherheit vom Vorsitzenden des Nationalen Verteidigungsrates der DDR, Erich Honecker, zum Generalmajor ernannt. Am 30. Juni 1989 wurde er von Oberst Rudi Ziegenhorn abgelöst und aus dem Dienst entlassen.